# Xì Trum
Xì Trum (tiếng Pháp: Les Schtroumpfs, tiếng Anh: The Smurfs) là tên một chủng tộc tí hon màu xanh hư cấu bởi họa sĩ Peyo xuất hiện lần đầu trong truyện Johan et Pirlouit và trở thành tên loạt truyện tranh độc lập bắt đầu phát hành vào năm 1958 và sau đó có hoạt hình, phim ảnh và các sản phẩm thương mại ăn theo.

## Quá trình hình thành
Năm 1952, Peyo đã vẽ một bộ truyện tranh đăng trên Le Journal de Spirou mang tên Johan et Pirlouit (tạm dịch: Johan và Pirlouit, ở miền Nam Việt Nam trước năm 1975, trẻ em được xem bộ truyện tranh này với tên nhân vật là Lữ Hân và Phi Lục) với bối cảnh là Châu Âu thời Trung cổ. Johan là người hầu cho vua, và Pirlouit là người bạn nhỏ đồng hành trung thành, mặc dù hay khoác lác và gian xảo. Mỗi tập là một chuyến phiêu lưu của hai người bạn đến những vùng đất mới và gặp gỡ những con người mới.
Ngày 23 tháng 10 năm 1958, trong truyện La flûte à six trous (Cây sáo 6 lỗ) của bộ truyện nói trên, Peyo lần đầu đã cho nhóm người Xì Trum xuất hiện. Đó là khi bộ đôi Johan và Pirlouit có nhiệm vụ khôi phục lại cây sáo thần bằng phép thuật của phù thủy Homnibus. Trên đường đi, bộ đôi gặp những sinh vật nhỏ màu xanh giống người, đuôi thỏ, mặc đồ trắng mang tên "Xì Trum" (tên gốc. Schtroumpf) với vị thủ lĩnh già nhất được gọi là Tí Vua (tên gốc Grand Schtroumpf). Tiếp nối sự thành công lớn của Xì Trum, Xì Trum được cho xuất hiện nhiều hơn với Johan và Perlouit trong các chuyến phiêu lưu, có riêng một bộ truyện độc lập đầu tiên xuất hiện trên Spirou năm 1959 cùng với những sản phẩm thương mại ăn theo. Thậm chí, câu chuyện ban đầu đã được đổi tên lại là La Flûte à six Schtroumpfs.

#### Phim truyền hình

Bìa bộ hộp DVD của bộ cartoon Xì Trum tại Pháp.